# Герои Социалистического Труда Тывы
В настоящий список включены:

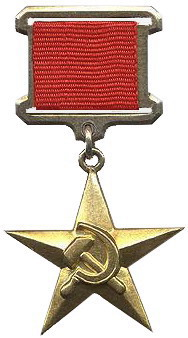
Золотая медаль «Серп и Молот»

- Герои Социалистического Труда, на момент присвоения звания проживавшие на территории современной Республики Тыва (в советское время — Тувинская АССР), — 20 человек;
- уроженцы Тывы, удостоенные звания Героя Социалистического Труда в других регионах СССР, — 2 человека;
- Герои Социалистического Труда, прибывшие в Тыву на постоянное проживание из других регионов СССР, — 2 человека.

Вторая и третья части списка могут быть неполной из-за отсутствия данных о месте рождения и проживания ряда Героев.
В таблицах отображены фамилия, имя и отчество Героев, должность и место работы на момент присвоения звания, дата Указа Президиума Верховного Совета СССР, отрасль народного хозяйства, место рождения/проживания, а также ссылка на биографическую статью на сайте «Герои страны». Формат таблиц предусматривает возможность сортировки по указанным параметрам путём нажатия на стрелку в нужной графе.

## История
Первыми в Тувинской АССР звания Героя Социалистического Труда были удостоены шестеро колхозников и руководителей районного звена, которым высшая степень отличия была присвоена Указом Президиума Верховного Совета СССР от 10 июня 1949 года за получение высоких урожаев пшеницы в 1948 году.
Большинство Героев Социалистического Труда в республике приходится на работников сельского хозяйства — 13 человек; госуправление — 4; строительство, транспорт, образование — по 1.

## Лица, удостоенные звания Героя Социалистического Труда в Тыве
| №  | Фамилия, имя, отчество            | Даты жизни              | Деятельность | Дата присвоения | Отрасль       | Место рождения         | ГС        |
| -- | --------------------------------- | ----------------------- | --- | --------------- | ------------- | ---------------------- | --------- |
| 1  | Астафьев Пётр Васильевич          | 14.09.1919 — 21.12.2009 | Председатель колхоза «Красный пахарь» Пий-Хемского района Тувинской АССР                                                       | 22.03.1966      | сельхоз       | Тандинский район       | [ ГС 1 ]  |
| 2  | Бавун-оол Уин-оол Андреевич       | 19.05.1927 — 06.02.1992 | Чабан совхоза Тандинского района Тувинской АССР                                                                                | 08.04.1971      | сельхоз       | Тандинский район       | [ ГС 2 ]  |
| 3  | Даваа Дойбан Дапьянович           | род. 15.03.1931         | Комбайнёр колхоза «Победа» Каа-Хемского района Тувинской АССР                                                                  | 23.12.1976      | сельхоз       | Каа-Хемский район      | [ ГС 3 ]  |
| 4  | Данзырык Калдар-оол Хертекович    | 1931—1981               | Бригадир комплексной бригады треста «Тувинстрой» Министерства строительства предприятий тяжёлой индустрии СССР, Тувинская АССР | 27.07.1976      | строительство | Бай-Тайгинский район   | [ ГС 4 ]  |
| 5  | Даржаа Эрестол Даржааевич         | 1921—1990               | Охотник сельхозартели «Советская Тува» Тоджинского района Тувинской АССР                                                       | 22.03.1966      | сельхоз       | Тоджинский район       | [ ГС 5 ]  |
| 6  | Зайцев Александр Михайлович       | 29.10.1906 — 11.12.1980 | Секретарь Каа-Хемского райкома КП(б), Тувинская автономная область                                                             | 10.06.1949      | госуправление | *Челябинская область   | [ ГС 6 ]  |
| 7  | Зюзин Юрий Николаевич             | 22.11.1927 — 10.06.1992 | Шофёр Кызылского грузового автотранспортного предприятия № 1 Министерства автомобильного транспорта РСФСР, Тувинская АССР      | 04.05.1971      | транспорт     | *Алтайский край        | [ ГС 7 ]  |
| 8  | Иванов Семён Герасимович          | 1903 — 11.01.1992       | Директор Бай-Хакской МТС Тандинского района Тувинской автономной области                                                       | 10.06.1949      | сельхоз       | *Чувашия               | [ ГС 8 ]  |
| 9  | Кандан Урля Шыыраповна            | 1918—1975               | Чабан колхоза «Победа» Бай-Тайгинского района Тувинской автономной области                                                     | 07.03.1960      | сельхоз       | Бай-Тайгинский район   | [ ГС 9 ]  |
| 10 | Ковалёв Григорий Михайлович       | 1895—1962               | Председатель исполнительного комитета Тандинского районного Совета депутатов трудящихся, Тувинская автономная область          | 10.06.1949      | госуправление | *Волгоградская область | [ ГС 10 ] |
| 11 | Лопсанчап Оорджак Чываажик        | 1903—1977               | Чабан колхоза «30 лет Октября» Дзун-Хемчикского района Тувинской автономной области                                            | 25.12.1959      | сельхоз       | Дзун-Хемчикский район  | [ ГС 11 ] |
| 12 | Маады Барынмаа Анандович          | 12.05.1926 — 31.08.1979 | Звеньевой колхоза имени Кочетова Пий-Хемского района Тувинской автономной области                                              | 10.06.1949      | сельхоз       | Тыва                   | [ ГС 12 ] |
| 13 | Монгуш Чола Допур-оолович         | 01.05.1918 — 1989       | Чабан совхоза «Чира-Бажы» Дзун-Хемчикского района Тувинской АССР                                                               | 22.03.1966      | сельхоз       | Дзун-Хемчикский район  | [ ГС 13 ] |
| 14 | Ооржак Дажы-Намчал Чыртай-оолович | 22.10.1920 — 06.01.1988 | Чабан совхоза «Алдан-Маадыр» Дзун-Хемчикского района Тувинской АССР                                                            | 06.09.1973      | сельхоз       | Сут-Хольский район     | [ ГС 14 ] |
| 15 | Сафонов Иван Петрович             | 20.01.1932 — 27.01.2017 | Чабан совхоза «Пламя революции» Тандинского района Тувинской АССР                                                              | 29.08.1986      | сельхоз       | *Красноярский край     | [ ГС 15 ] |
| 16 | Суровцев Эварист Минович          | 20.12.1907 — ????       | Бывший секретарь Тандинского райкома ВКП(б), Тувинская автономная область                                                      | 10.06.1949      | госуправление | *Курганская область    | [ ГС 16 ] |
| 17 | Тамдын-оол Сарыглар Саяты         | 01.10.1927 — 09.2013    | Учительница Ак-Довуракской средней школы, Барун-Хемчикский район Тувинской АССР                                                | 01.07.1968      | образование   | Барун-Хемчикский район | [ ГС 17 ] |
| 18 | Тока Салчак Колбакхорекович       | 15.12.1901 — 11.05.1973 | Первый секретарь Тувинского обкома КПСС                                                                                        | 14.12.1971      | госуправление | Тыва                   | [ ГС 18 ] |
| 19 | Турген-оол Александр Каранмеевич  | 1922—1971               | Заведующий Тандинским районным отделом сельского хозяйства, Тувинская автономная область                                       | 10.06.1949      | сельхоз       | Барун-Хемчикский район | [ ГС 19 ] |
| 20 | Янчат Василий Оюнович             | 1932 — 08.08.2014       | Бригадир совхоза «Победа» Тандинского района Тувинской АССР                                                                    | 13.12.1972      | сельхоз       | Кызылский район        | [ ГС 20 ] |

## Уроженцы Тывы, удостоенные звания Героя Социалистического Труда в других регионах СССР
| № | Фамилия, имя, отчество      | Даты жизни              | Деятельность | Дата присвоения | Отрасль       | Место рождения    | ГС       |
| - | --------------------------- | ----------------------- | --- | --------------- | ------------- | ----------------- | -------- |
| 1 | Абоносимов Вадим Иванович   | 25.09.1928 — 09.12.2016 | Капитан ледокола «Адмирал Макаров» Дальневосточного морского пароходства Министерства морского флота СССР, Приморский край | 03.07.1986      | транспорт     | Кызыл             | [ ГС 1 ] |
| 2 | Охотников Виктор Васильевич | 15.09.1927 — 31.08.2011 | Первый секретарь Русско-Полянского райкома КПСС, Омская область                                                            | 13.12.1972      | госуправление | Пий-Хемский район | [ ГС 2 ] |

## Герои Социалистического Труда, прибывшие в Тыву на постоянное проживание из других регионов
| № | Фамилия, имя, отчество      | Даты жизни              | Деятельность                                                                 | Дата присвоения | Отрасль | Место проживания | ГС       |
| - | --------------------------- | ----------------------- | ---------------------------------------------------------------------------- | --------------- | ------- | ---------------- | -------- |
| 1 | Верьясов Василий Михайлович | 04.03.1904 — 09.05.1974 | Старший конюх колхоза имени Щетинкина Минусинского района Красноярского края | 10.08.1949      | сельхоз | Кызыл            | [ ГС 1 ] |
| 2 | Гавриленко Андрей Гордеевич | 06.06.1919 — 28.04.1987 | Председатель колхоза «Победа» Промышленновского района Кемеровской области   | 11.01.1957      | сельхоз | Кызыл            | [ ГС 2 ] |